# Rodrigo Amado

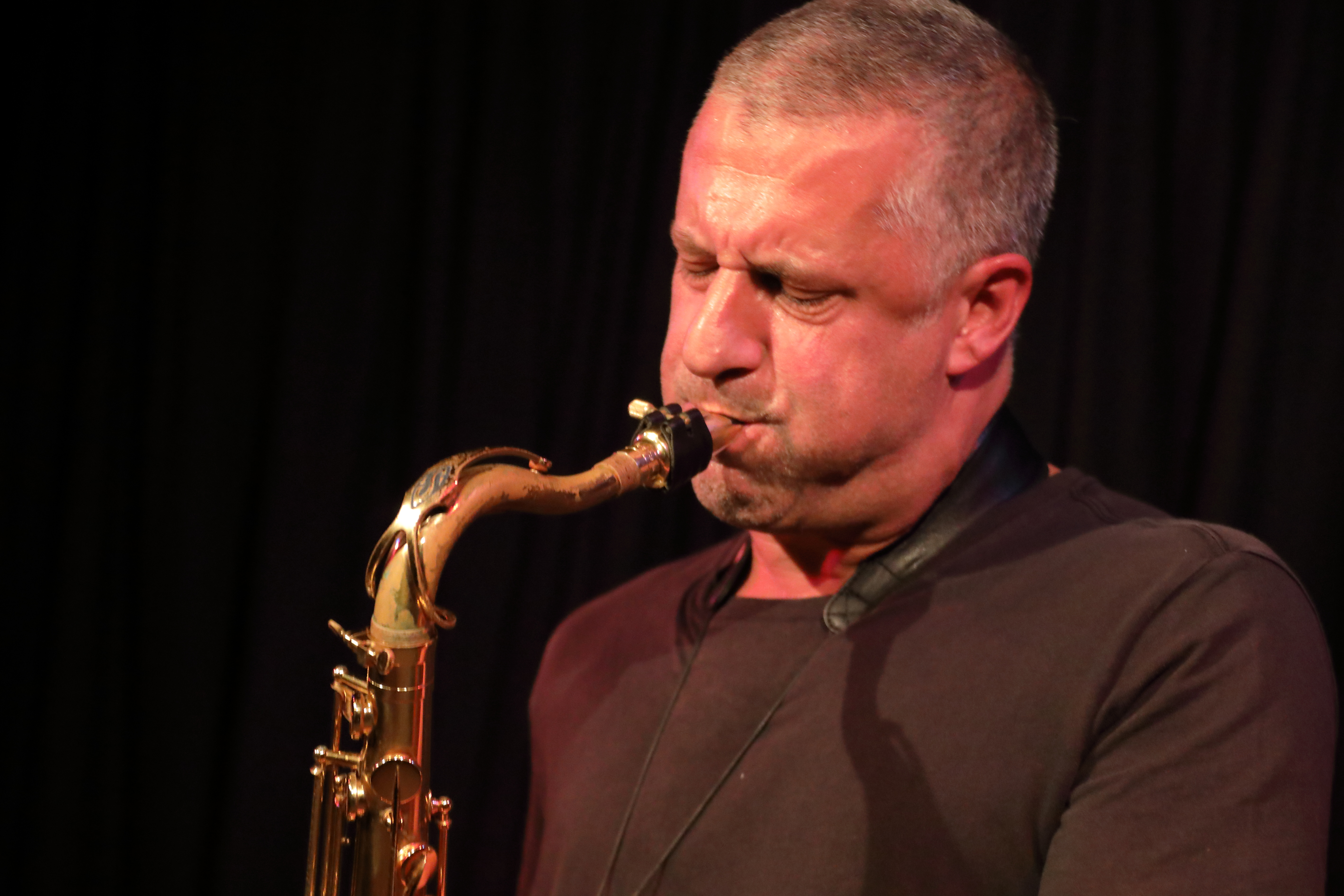
Das Rodrigo Amado This Is Our Language 4TET im Club W71, 2019

Rodrigo Amado (* 15. Juli 1964 in Lissabon) ist ein portugiesischer Jazz- und Improvisationsmusiker (Saxophone), Musikproduzent, Fotograf und Kolumnist.

## Leben und Wirken
Rodrigo Amado begann mit 17 Jahren Saxophon zu lernen. Kurze Zeit studierte er an der Musikschule des Hot Clube de Portugal in Lissabon; außerdem hatte er Privatunterricht bei Carlos Martins, Jorge Reis und Pedro Madaleno. Seitdem arbeitet er in der Improvisationsszene von Lissabon (u. a. mit Sei Miguel), ferner mit internationalen Musikern wie Ken Filiano, Taylor Ho Bynum, John Hébert, Gerald Cleaver, Dennis González, Carlos Zingaro, Peter Evans (The Freedom Principle), Kent Kessler und Paal Nilssen-Love.
Im September 2001 gründete Amado mit den Brüdern Pedro und Carlos Costa das Independent-Label Clean Feed Records, das sich der zeitgenössischen Jazz- und Improvisationsmusik widmet. 2005 verließ Amado das Unternehmen und gründete sein eigenes Label European Echoes, auf dem vorrangig seine eigenen Produktionen erschienen. Daneben betätigt er sich als freischaffender Fotograf und als Autor für die Tageszeitung Público. Er leitet die Bandprojekte Lisbon Improvisation Players und das Motion Trio (mit Miguel Mira und Gabriel Ferrandini). Sein Album Burning Live wurde 2012 von All About Jazz als eine der besten Neuerscheinungen des Jahres ausgewählt. Mit Joe McPhee, Kent Kessler und Chris Corsano bildet er das Rodrigo Amado This Is Our Language 4TET.

## Diskographische Hinweise
- The Implicate Order: At Seixal (Clean Feed, 2011), mit Steve Swell, Ken Filiano, Lou Grassi, Paulo Curado
- Lisbon Improvisation Players Live_Lxmeskla (Clean Feed, 2002) mit Marco Franco, Paulo Curado, Pedro Gonçalves, Acacio Salero
- Rodrigo Amado, Carlos Zíngaro & Ken Filiano: The Space Between (2003)
- Motion (Clean Feed, 2004), mit Steve Adams,  Ken Filiano
- Spiritualized (2006), mit Ulrich Mitzlaff, Dennis Gonzalez, Pedro Gonçalves, Bruno Pedroso
- Teatro (2006), mit Kent Kessler, Paal Nilson-Love
- Surface (for Alto, Baritone and Strings) (2007), mit Carlos Zingaro, Tomas Ulrich, Ken Filiano
- The Abstract Truth (2009), mit Kent Kessler, Paal Nilson-Love
- Searching for Adam (Not Two Records, 2010), mit Taylor Ho Bynum, John Hébert, Gerald Cleaver
- Burning Live at Jazz ao Centro (2012), mit Jeb Bishop
- Rodrigo Amado Motion Trio + Jeb Bishop: The Flame Alphabet (2013)
- Rodrigo Amado Motion Trio + Peter Evans: Live in Lisbon (2014)
- Rodrigo Amado Motion Trio & Peter Evans: The Freedom Principle (NoBusiness Records, 2014)
- Wire Quartet (Clean Feed, 2014)
- Rodrigo Amado, Joe McPhee, Kent Kessler, Chris Corsano: This Is Our Language (2015)
- Rodrigo Amado Motion Trio: Desire & Freedom (NotTwo, 2016)
- Gonçalo Almeida / Rodrigo Amado / Marco Franco: The Attic (2017)
- Rodrigo Amado / Joe McPhee / Kent Kessler / Chris Corsano: A History of Nothing (Trost, 2018)
- The Attic: Summer Bummer (2019), mit Gonçalo Almeida, Onno Govaert
- Rodrigo Amado & Chris Corsano: No Place to Fall (Astral Spirits, 2019)
- Rodrigo Amado / Dirk Serries: Jazzblazzt (Raw Tonk Records, 2019)
- Rodrigo Amado Northern Liberties: We Are Electric (2021)
- The Attic: Love Ghosts (2022), mit Gonçalo Almeida, Onno Govaert
- Refraction Solo: Live at Church of the Holy Ghost (2022)
- Rodrigo Amado / Alexander von Schlippenbach / Ingebrigt Håker Flaten / Gerry Hemingway: Beyond the Margins(2023)
- Dirk Serries / Rodrigo Amado / Andrew Lisle: The Invisible (Klanggalerie, 2024)
- The Attic & Eve Risser: La Grande Crue (NoBusiness Records, 2024), mit Gonçalo Almeida, Onno Govaert, Eve Risser